# Dorfkirche Göhren

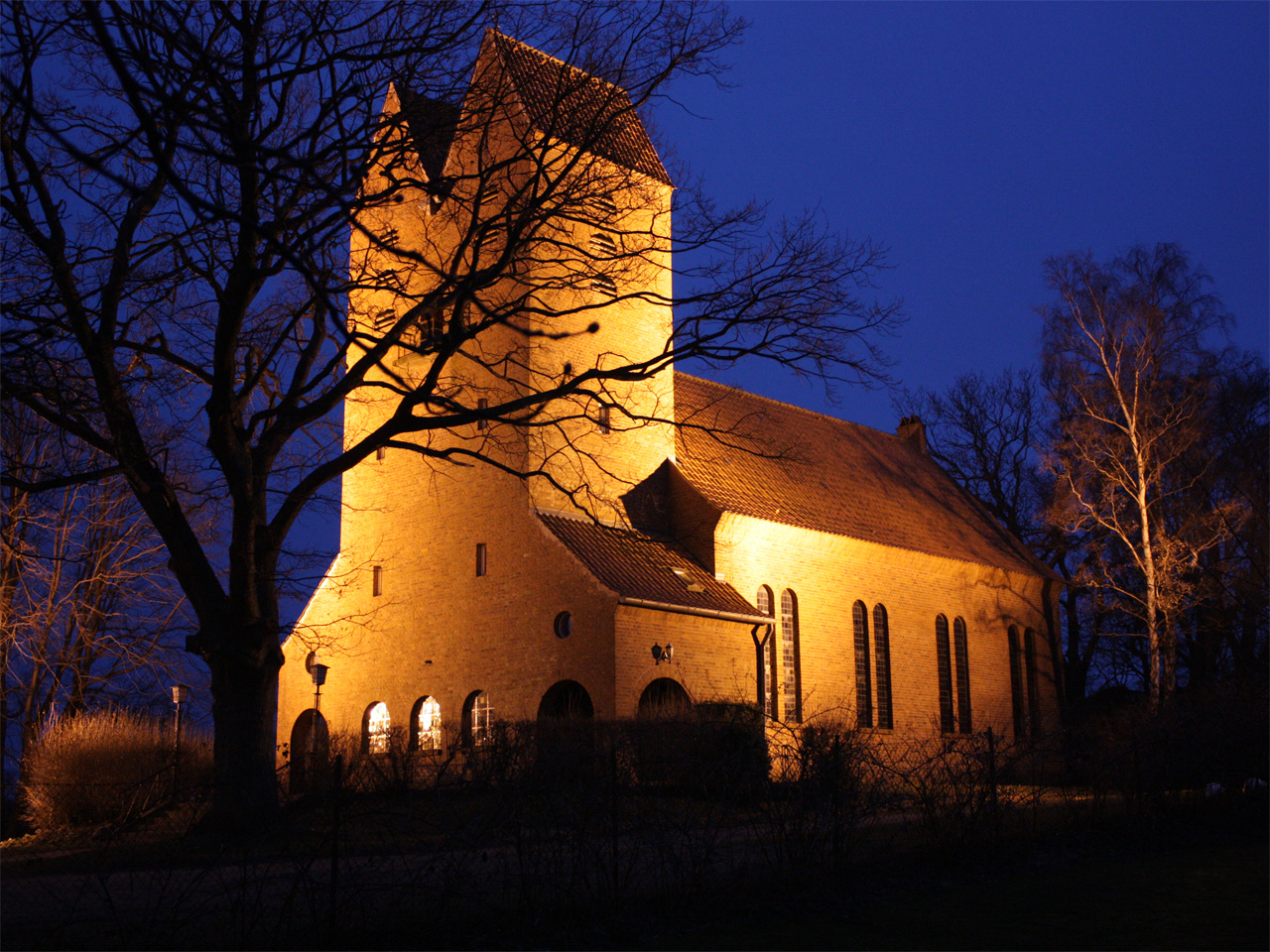
Dorfkirche Göhren

Die Dorfkirche Göhren ist eine aus dem 20. Jahrhundert stammende Dorfkirche in der Gemeinde Göhren auf der Insel Rügen.

## Geschichte
1913 wurde Göhren selbständige Kirchengemeinde; heute gehört Göhren zur Kirchengemeinde Groß Zicker. 1929 wurde der Grundstein für eine eigene Kirche gelegt: Die Saalkirche wurde am 16. Mai 1930 geweiht.
In den letzten Jahren sind in der Kirche einige Veränderungen vorgenommen worden. So wurde hinter der Empore ein Gemeinderaum eingerichtet und im Jahre 2006 der Altarraum neu gestaltet.

## Äußeres
Die beiden ziegelgedeckten Kirchtürme sind aufgrund ihrer erhöhten Lage überall auf Mönchgut zu sehen. Halbrunde Fenster zieren die Türme. Das Langhaus des Saalbaus ist einschiffig ausgeführt.
Unmittelbar westlich der Kirche befindet sich das prähistorische Hügelgrab Speckbusch.

## Ausstattung
Zur Ausstattung gehören Buntglasscheiben im Altarraum. Die Kreuzigungsgruppe auf dem Altar wurde in Südtirol in der Werkstatt von Ferdinand Stuflesser gefertigt. Sie zeigt Maria und Johannes in der Mönchguter Tracht.
Das Votivschiff stammt vom Göhrener Paul Strübing, der die Bark „Seeadler“ bereits 1913 gebaut und der Kirche nach deren Fertigstellung geschenkt hat.
Die vier Glasfenster im Altarraum stammen vom Meininger Grafiker Matthes.

### Orgel
Eine digitale Konzertorgel wurde im Jahr 2002 in die Kirche eingebaut. Sie soll Ende 2024 durch die Orgel der profanierten Kirche St. Joseph in Annaburg ersetzt werden. Die Digitalorgel wurde an die Trauerhalle des Waldfriedhofs in Eberswalde abgegeben.

## Gemeinde
Die evangelische Kirchengemeinde Groß Zicker gehört seit 2012 zur Propstei Stralsund im Pommerschen Evangelischen Kirchenkreis der Evangelisch-Lutherischen Kirche in Norddeutschland. Vorher gehörte sie zum Kirchenkreis Stralsund der Pommerschen Evangelischen Kirche.